# Університетський коледж Гоулара
Університет Гоулара знаходиться в місті Гоулар, Ісландія, важливому історичному центрі освіти. Перша школа в Гоуларі була заснована в 1106 році. У 1882 році вона була перейменована в Гоуларський сільськогосподарський коледж, а в 2007 році він став університетом Гоулара. Ця довга історія робить її однією з найстаріших шкіл в Європі.

## Історія
Гоулар і Г'ялтадаль має довгу історію шкіл та освіти. Соборна школа єпископа Йона Огмундссона була заснована в 1106 році, а після Реформації в 1550 році школа була перетворена на латинську школу, яка діяла до 1801 року. У 1882 році в Гоуларі була створена сільськогосподарська школа, і університетський коледж Гоулар бере свій початок від цього закладу. Протягом останніх 15 років школа у Гоуларі перетворилася із звичайної сільськогосподарської школи на сучасний заклад університетського рівня.

### Архітектура
В університетському містечку архітектурну історію Ісландії можна простежити від традиційних будинків з дерном до наших днів, і школа проводить політику захисту цієї спадщини шляхом сталого використання. Головна будівля, в якій розміщений департамент туризму, є роботою двох перших архітекторів Ісландії, датується 1910 і 1927 роками відповідно. Серед найважливіших архітектурних пам’яток Ісландії - собор, освячений в 1763 році.

### Раннє заселення
Хоча Гоулар не згадується в ісландських сагах, вважається, що його заселили люди з раннього поселення Гоф, що становить близько 2,5 км на південь від Гоулара. Гоф, про який згадується в сагах, був заселений Ялтем Коррдарсоном, сини якого прославились своєю щедрістю та галантністю. Історія розповідає, що коли вони поховали свого батька, вони влаштували найбільше відоме похоронне свято за язичницьких часів. Дванадцять сотень гостей були запрошені, а після застілля всіх вшанованих людей відправили в дорогу з цінними подарунками. Немає сумнівів, що їх шляхетність та шляхетські нащадки допомогли встановити славу та процвітання Гоулара. У середині ХІ століття родич із сім'ї Гоф на ім'я Оксі Г'ялтасон, який жив у Гоуларі, побудував там велику церкву. Приблизно в 1100 році Гоулар належав Ілугі Бьярнасону, який, коли в північній Ісландії було встановлено єпископське крісло, віддав Гоулар Церкві.

### Єпископське крісло та єпископи
За часів католиків Гоулар накопичив величезне багатство і був густо заселений. У пік епохи єпископського крісла Гоулар володів 352 маєтками, що становило приблизно чверть усіх маєтків на півночі країни. Перша друкарня в Ісландії була встановлена тут близько 1530 року, а Гоулар був останнім оплотом католицької церкви під час Реформації. Нинішній собор, освячений в 1763 році, є найстарішою кам'яною церквою в Ісландії. Гоулар залишався єпископським кріслом майже сім століть з 1106 р. До 1802 р., коли Гоулар був проданий. У ту епоху Гоулар був справжнім центром північної Ісландії та одним з головних культурних центрів району. Цей статус частково був обумовлений школою, яка знаходилась там протягом більшої частини цього часу. З тридцяти шести єпископів, які проживали в Гоуларі, двадцять три були католиками, а тринадцять лютеранцями. Багато з них залишили свій слід в історії Ісландії. Серед найвідоміших - Йон Огмундссон, Священний (1106-1121), Гюрмундур Арасон Добрий (1203-1237), Йон Арасон (1524-1550) і Гюрбрандур Чорлаксон (1571-1627). Першим єпископом в Гоуларі був Йон Огмундссон Священний, який був висвячений у 1106 році. Він заснував і керував семінарією в Гоуларі і став цим дуже відомим, а також своїм керівництвом церквою. Часто використовувана фраза "heim að Hólum" або "додому до Гоулара" походить від нього. Гудмундур Арасон Добрий славився своїм суперництвом з одними з найбільш шанованих вождів північної Ісландії. Гудмундур продовжував керувати групою послідовників у напівбродячому житті. Йон Арасон був останнім католицьким єпископом, він рішуче боровся проти Реформації і, нарешті, був обезголовлений разом зі своїми двома синами в Скалгольті в листопаді 1550 р., і опір Реформації закінчився. Йон був відомим поетом, і саме він приніс першу друкарню в Ісландію приблизно в 1530 році. Гюрбрандур Чорлаксон славився активним видавництвом книг, серед них був перший переклад Біблії на ісландську мову, який був надрукований у 1584 році. Вважається, що друк цієї Біблії зіграв вирішальну роль у збереженні ісландської мови.
Нинішнім єпископом Гоулару є Сольвейг Лара Гудмундсдоттір.

### Соборна школа - Латинська школа - Сільськогосподарська школа - Університет
Гоулар і Г'ялтадалурі має довгу історію шкіл та освіти. Соборна школа єпископа Йона Огмундссона була заснована в 1106 році, а після Реформації в 1550 році школа була перетворена на латинську школу, яка діяла до 1801 року. У 1882 році у Гоуларі була створена сільськогосподарська школа, і коледж університету Гоулар бере свій початок від цього закладу. Протягом останніх 15 років школа в Гоуларі перетворилася із звичайної сільськогосподарської школи на сучасний заклад університетського рівня. У 2003 році коледж отримав дозвіл на аспірантуру і 1 липня 2007 року університетський коледж Гоулар офіційно розпочав свою діяльність.

## Відділи
В університеті є три кафедри.

### Кафедра аквакультури та біології риб

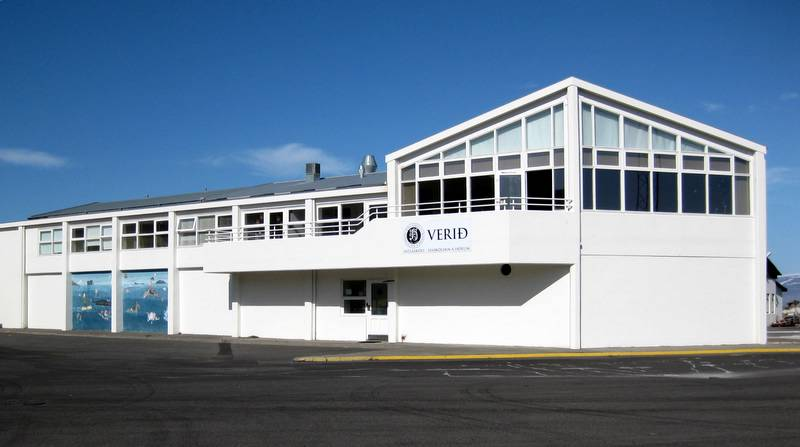
Веридж - головний корпус кафедри аквакультури та біології риб. Розташований у місті Сейдаркюркюр.

Завдання кафедри аквакультури та біології риб - збирати та поширювати знання в галузі біології водних ресурсів, аквакультури та біології риб. Кафедра є міжнародним центром для досліджень, інструктажів та подальшої освіти з біології водних ресурсів, аквакультури та біології риб. Департамент сприяє професійному розвитку аквакультури в дусі сталого розвитку.
Кафедра наблизилася до своєї мети завдяки гарним взаємозв’язкам між дослідженнями та викладанням, міцній співпраці з іншими вищими навчальними закладами, міцному корінню в галузі та гнучкості для студентів у контролі власного навчання.

### Кафедра досліджень коней
Завданням відділу науки про коней є надання професійної освіти в галузі конярства, верхової їзди, а також у навчанні та тренуванні верхової їзди. Крім того, відділ працює над розвитком та інноваціями в галузі науки про коней через наукову діяльність. Це також сприяє підвищенню прибутковості в цьому секторі, поширенню кінної діяльності та добробуту коней. Відділ є міжнародним центром освіти та досліджень у галузі конярства, верхової їзди та інструкцій з верхової їзди.
Коледж Голара має офіційну угоду про співпрацю з Ісландською асоціацією дресирувальних коней щодо подальшого розвитку програм та контролю якості освіти, яку надає коледж.

### Кафедра туризму
Місія кафедри - навчити студентів бути професіоналами та підготувати їх до активної участі у розробці політики розвитку туристичного сектору. Кафедра забезпечує галузь добре освіченими людьми, які підвищать професіоналізм та якість ісландських туристичних послуг.

## Проживання у Гоуларі
Спільнота в Гоуларі зросла разом із зростанням університету Гоулара. Громада та сільськогосподарські угіддя в Гоуларі експлуатуються Гоуларським університетом, метою якого є підтримка гідності та святості місця. З цією метою була визначена амбіційна екологічна політика.
Громада в Гоуларі невелика і згуртована. Кампус в Гоуларі в Г'ялтадалурі має чудове житлове житло як для приватних осіб, так і для сімей. У кампусі є початкова школа та дошкільний навчальний заклад, які обслуговують Гоулар та сусідню сільську місцевість.
В районі є різноманітні можливості для активного відпочинку на природі. Ліс Гоулар межує з університетським містечком, а в безпосередній близькості є різні довгі пішохідні стежки. Також є спортивний зал та басейн. Послуги для верхової їзди - відмінні.
Більшість студентів та працівників Університету Гоулара  та інших закладів, розташованих у Гоуларі, проживають у цьому районі. Гоулар є популярним напрямком і в літні місяці. У Гоуларі є кафе, де студенти та працівники можуть придбати обід, працює цілий рік.
Найближче місто та сервісний центр - Сейдаркюркюр, 30 км від Гоулара. У студентському містечку Сейдаркюркюр є велика їдальня з кухнею для студентів та службовців, а також легкий доступ до міських магазинів та ресторанів.

## Дивитися також
- Skemman.is (цифрова бібліотека)

## Зовнішні посилання
- Університетський коледж Гоулара